# Гейтс, Грег
Грегори Крозье «Грег» Гейтс (англ. Gregory Crozier "Greg" Gates; 28 апреля 1926, Монклер, Нью-Джерси — 9 января 2020, Фредериксберг, Техас) — американский гребец, выступавший за сборную США по академической гребле в конце 1940-х годов. Бронзовый призёр летних Олимпийских игр в Лондоне, победитель и призёр многих студенческих регат.

## Биография
Грег Гейтс родился 28 апреля 1926 года в городе Монтклэр, штат Нью-Джерси.
Занимался академической греблей во время учёбы в Йельском университете в Нью-Хейвене, состоял в местной гребной команде «Йель Булдогс», неоднократно принимал участие в различных студенческих регатах, в частности в восьмёрках выигрывал традиционные регаты «Восточные спринты» и «Йель — Гарвард».
Наивысшего успеха в гребле на международном уровне добился в сезоне 1948 года, когда вошёл в основной состав американской национальной сборной и благодаря череде удачных выступлений удостоился права защищать честь страны на летних Олимпийских играх в Лондоне. В составе экипажа-четвёрки без рулевого в финале пришёл к финишу третьим позади команд из Италии и Дании — тем самым завоевал бронзовую олимпийскую медаль.
Окончил университет в 1950 году и в дальнейшем больше не показывал сколько-нибудь значимых результатов в академической гребле на международной арене.
Умер 9 января 2020 года в Фредериксберге в возрасте 93 лет.